# Chiauci
Chiauci är en ort och kommun i provinsen Isernia i regionen Molise i Italien. Kommunen hade 213 invånare (2018).